# Dole, Podklošter
Dole (nemško Pessendellach) je naselje v Občini Podklošter v Okraju Beljak-dežela na Koroškem v Avstriji.